# Montedio Yamagata
O Montedio Yamagata (japonês: モンテディオ山形) é um clube de futebol japonês, localizado em Tendo, em Yamagata.
Atualmente joga na J2 League.

## História
O clube com sede em Tsuruoka foi fundado em 1984 como NEC Yamagata Soccer Club. Ele foi promovido à Liga de Futebol do Japão (antiga) em 1994. Depois de se renomear como Montedio Yamagata em 1996, ele jogou na J. League Division 2 desde sua primeira temporada de 1999.
Em 30 de novembro de 2008, eles foram promovidos à J. League, a primeira divisão do futebol japonês, pela primeira vez. Eles alcançaram sua melhor colocação na liga, 13º em 2010. No entanto, em 2011, dois  jogadores de aluguel do Kashima Antlers voltaram para seu próprio time e isso influenciou o time de uma maneira ruim para levar a ser rebaixado de volta para J.League Divisão 2 No final de 2011. Além disso, o principal motivo para voltar à Divisão 2 é por causa de muitos jogadores lesionados no meio da temporada. No final da temporada, o empresário, Shinji Kobayashi , deixou o cargo, embora muitos fãs tenham glorificado sua conquista nos últimos 4 anos. 
Yamagata voltou ao J1 League após três temporadas no J2 League ao vencer a final do playoff da promoção. No entanto, eles estavam de volta ao J2 após apenas uma temporada.

## Desempenho
| Campeões | Vice-campeões | Terceiro colocado | Promovido | Rebaixado |

| Temporada | Divisão | Times | Posição | PJ | V  | E  | D  | Pts | Copa da Liga Japonesa | Copa do Imperador |
| --------- | ------- | ----- | ------- | -- | -- | -- | -- | --- | --------------------- | ----------------- |
| 1999      | J2      | 10    | 7°      | 36 | 15 | 4  | 17 | 48  | 1º rodada             | Quarterfinals     |
| 2000      | J2      | 11    | 10°     | 40 | 11 | 2  | 27 | 33  | 1º rodada             | 2º rodada         |
| 2001      | J2      | 12    | 3°      | 44 | 27 | 6  | 14 | 80  | 1º rodada             | 3º rodada         |
| 2002      | J2      | 12    | 11°     | 44 | 6  | 17 | 21 | 35  | Não elegível          | 1º rodada         |
| 2003      | J2      | 12    | 8°      | 44 | 15 | 10 | 19 | 55  | Não elegível          | 3º rodada         |
| 2004      | J2      | 12    | 4º      | 44 | 19 | 14 | 11 | 71  | Não elegível          | 4º rodada         |
| 2005      | J2      | 12    | 5º      | 44 | 16 | 16 | 12 | 64  | Não elegível          | 4º rodada         |
| 2006      | J2      | 13    | 8°      | 48 | 17 | 14 | 17 | 65  | Não elegível          | 4º rodada         |
| 2007      | J2      | 13    | 9º      | 48 | 15 | 13 | 20 | 58  | Não elegível          | 4º rodada         |
| 2008      | J2      | 15    | 2º      | 42 | 23 | 9  | 10 | 78  | Não elegível          | 4º rodada         |
| 2009      | J1      | 18    | 15º     | 34 | 10 | 9  | 15 | 39  | Fase de grupos        | 3º rodada         |
| 2010      | J1      | 18    | 13º     | 34 | 11 | 9  | 14 | 42  | Fase de grupos        | Quartas de final  |
| 2011      | J1      | 18    | 18º     | 34 | 5  | 23 | 6  | 21  | 1º rodada             | 3º rodada         |
| 2012      | J2      | 22    | 10°     | 42 | 16 | 13 | 13 | 61  | Não elegível          | 3º rodada         |
| 2013      | J2      | 22    | 10°     | 42 | 16 | 15 | 11 | 59  | Não elegível          | 4º rodada         |
| 2014      | J2      | 22    | 6º      | 42 | 18 | 14 | 10 | 64  | Não elegível          | Vice-campeão      |
| 2015      | J1      | 18    | 18º     | 34 | 4  | 18 | 12 | 24  | Fase de grupos        | 4º rodada         |
| 2016      | J2      | 22    | 14º     | 42 | 11 | 17 | 14 | 47  | Não elegível          | 3º rodada         |
| 2017      | J2      | 22    | 11°     | 42 | 14 | 11 | 17 | 59  | Não elegível          | 3º rodada         |
| 2018      | J2      | 22    | 12º     | 42 | 14 | 14 | 14 | 56  | Não elegível          | Semi-finalistas   |
| 2019      | J2      | 22    | 6º      | 42 | 20 | 12 | 10 | 70  | Não elegível          | 2º rodada         |
| 2020      | J2      | 22    | 7°      | 42 | 17 | 14 | 11 | 62  | Não elegível          | Não classificado  |